# Bảy tòa nhà chọc trời của Stalin
Bảy tòa nhà chọc trời của Stalin (tiếng Nga: Высотные здания Москвы) là một nhóm bảy nhà chọc trời khổng lồ của kiến trúc Stalin ở thủ đô Moskva, Nga. Các công trình này được xây dựng trong vòng mười năm, dưới thời Stalin, theo trường phái Tân Cổ điển, kết hợp phong cách của các yếu tố kiến trúc như Baroque Moskva, kiến trúc điện Kremlin, kiến trúc nhà thờ Gothic của châu Âu thời trung cổ cũng như kiến trúc nhà chọc trời của Mỹ trong thập niên 1930.
Trong kế hoạch nguyên bản, tổng cộng có tám công trình. Tòa tháp thứ tám là Cung Xô viết, nếu được xây dựng sẽ là công trình cao nhất thế giới vào thời đó. Tuy nhiên, sau cái chết của Stalin, người ta cho rằng công trình này nếu được xây dựng sẽ làm che khuất tầm nhìn điện Kremlin và khách sạn Rossiya được xây dựng thay vào đó. Sau này, Tháp Khải hoàn, được hoàn thành năm 2003 là công trình cao thứ 3 châu Âu hiện nay, và đứng thứ 59 trên thế giới, được coi như toà tháp thứ 8.

## Đặc điểm chung

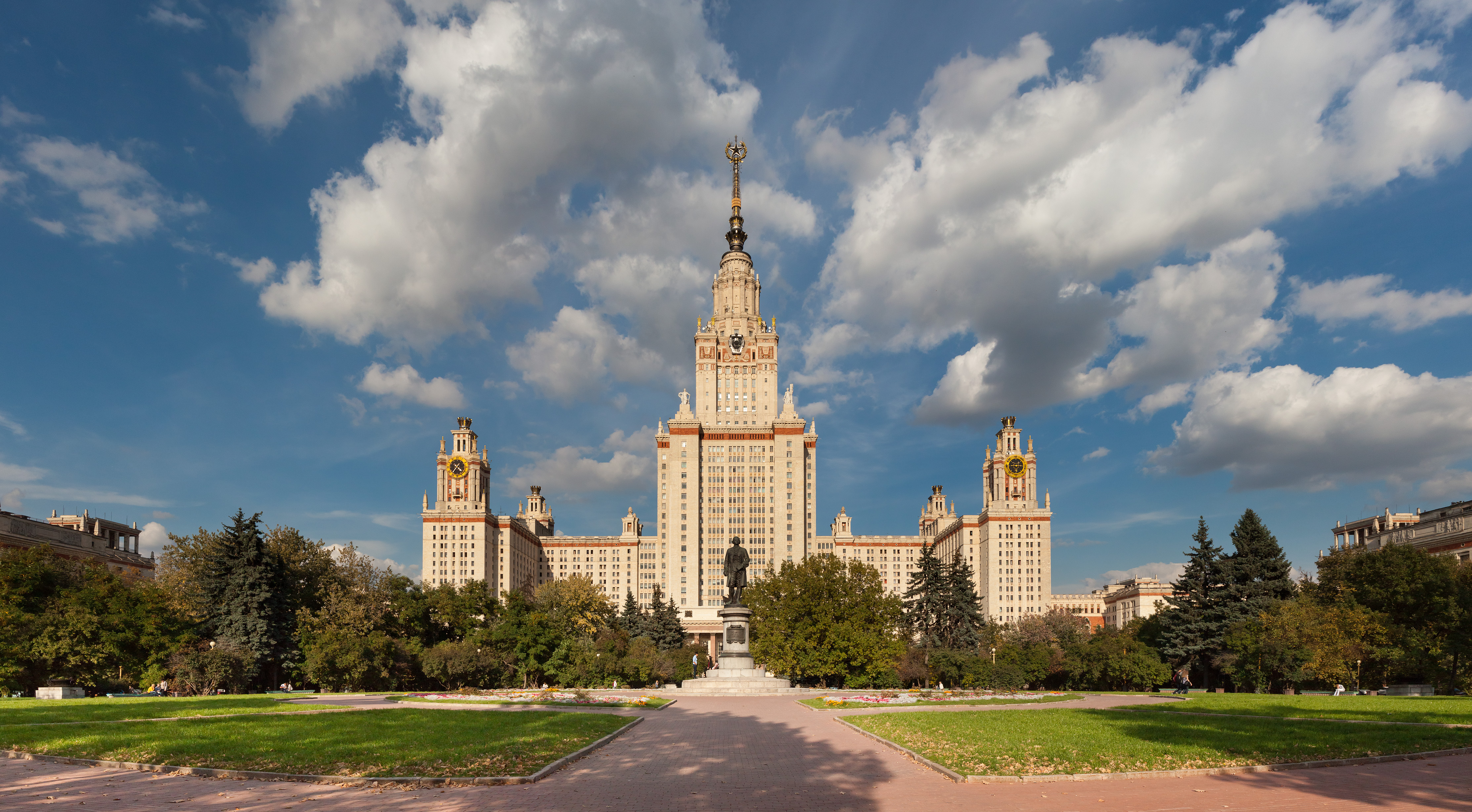
Đại học Quốc gia Moskva.

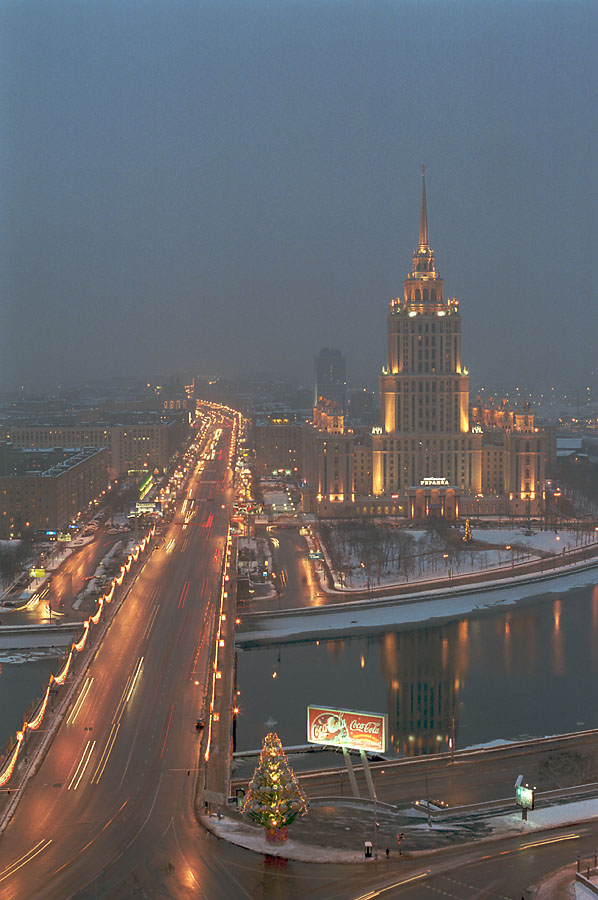
Hotel Ukraina

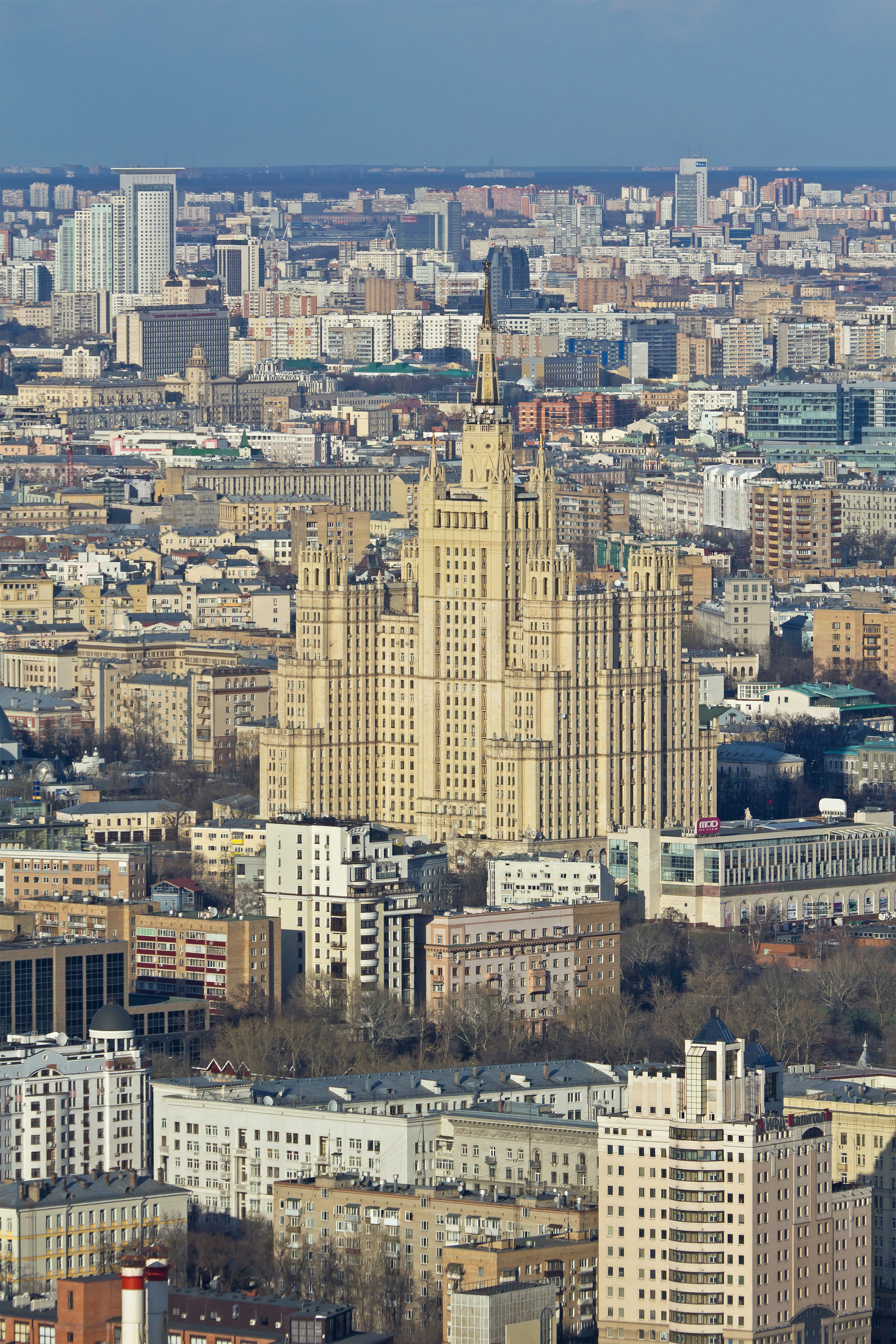
Quảng trường Kudrinskaya.

Các công trình này được xây dựng để thể hiện sức mạnh siêu cường của chủ nghĩa cộng sản, cũng như tạo ra một hình ảnh đối trọng với các công trình nhà chọc trời của người Mỹ. Những hình dáng khổng lồ của các công trình có thể đa dạng nhưng chúng có một số đặc điểm chung. Hình khối chung của tổng thể theo dạng kim tự tháp với các trang trí điêu khắc hoặc tranh vẽ theo trường phái Hiện thực xã hội chủ nghĩa. Ở giữa là một tháp cao trung tâm với đỉnh nhọn, trên nóc có một ngôi sao. Những ngôi sao này là đặc điểm chủ yếu nhất để phân biệt giữa kiến trúc nhà chọc trời của Stalin và nhà chọc trời của Mỹ. Cấu trúc mặt đứng theo chiều đứng được nhấn mạnh bằng các phân vị dọc cửa sổ. Các hàng cột khổng lồ cũng được ưa chuộng ở các công trình, tượng trưng cho sự tập hợp của quần chúng nhân dân. Vị trí của các công trình thường được đặt ở giao điểm của các đại lộ hoặc các trục giao thông chính và làm tâm điểm cho không gian đô thị.
Toàn bộ các công trình này được xây dựng dưới sự kiểm tra trực tiếp của Stalin. Những khu tập thể này chứa tới 800 căn hộ dành cho khoảng 3500 người. Tất cả các căn hộ đều được cung cấp hoàn chỉnh các thiết bị nội thất và các dịch vụ công cộng đi kèm như cửa hàng, vườn trẻ, nhà hàng... Các khu nhà này được dành cho các cán bộ cao cấp của Đảng Cộng sản Liên Xô. Tuy nhiên về mặt kiến trúc, các công trình này là một bước lùi so với sự phát triển của kiến trúc thế giới giai đoạn đó.
Bảy công trình được xây dựng bao gồm:
1. Khu nhà chính của Đại học Quốc gia Moskva mang tên Lomonosov (MGU - Московский государственный университет имени М.В.Ломоносова), đây là công trình cao nhất châu Âu vào thời đó
2. Chung cư ở Kotelnicheskaya Naberezhnaya
3. Khách sạn Ukraina (Украина)
4. Khách sạn Leningradskaya (Ленинградская)
5. Trụ sở Bộ Ngoại giao
6. Trụ sở Bộ Công nghiệp nặng
7. Chung cư ở quảng trường Kudrinskaya (thường được biết dưới tên Дом на площади Восстания)

Ngoài ra, công trình Cung Văn hóa và Khoa học Warzsawa, ở thủ đô Warzsawa của Ba Lan, được xây dựng vào thời điểm này, cũng mang cùng một phong cách kiến trúc.